# Kiyokawa
Kiyokawa (清川村, Kiyokawa-mura) est un village du district d'Aikō, dans la préfecture de Kanagawa au Japon.
Au 31 décembre 2015, sa population s'élevait à 3 041 habitants répartis sur une superficie de 71,24 km2.

## Histoire
Kiyokawa a été officiellement créé le 30 septembre 1956 de la fusion des anciens villages de Susugaya et Miyagase.

## Géographie
Kiyokawa est situé au nord-est de la préfecture de Kanagawa, au pied du mont Tanzawa.